# Aire para respirar
Aire para respirar es el tercer álbum de la banda argentina Super Ratones. Fue publicado en 1993 y muestra un cambio en el sonido del grupo, en este caso más volcado al rockabilly y al rock and roll tradicional.
El disco fue registrado en los estudios M.A.R.S. (Jacksonville, Florida, Estados Unidos) y los míticos Sun Studios (Memphis, Tennessee, Estados Unidos). Contó con la participación de músicos de la talla de D.J. Fontana, Rick Marino, Kenny Levine y Dave Roberts.

## Historia
Hartos de la intromisión de la discográfica Barca, que poco tenía que ver con los criterios artísticos del grupo, los integrantes de Super Ratones viajan a los Estados Unidos para grabar su tercer disco.
En 1992, la banda había retomado su pasión por el rockabilly, un género que habían abordado en sus primeros años. En ese contexto conocen en Buenos Aires a Jerry Lee Lewis, quien los recomendó para grabar en los míticos Sun Studios, de Memphis. Sumado a esto, el grupo ofreció un show tributo a Elvis Presley junto a un imitador estadounidense llamado Rick Marino, quien los contacto con D.J. Fontana, baterista original de Elvis.
"Aire para respirar" fue grabado durante abril de 1993 en los estudios M.A.R.S. (Jacksonville, Florida, Estados Unidos) y los Sun Studios (Memphis, Tennessee, Estados Unidos). D.J. Fontana (exbaterista de Elvis Presley) tocó en cinco canciones, además de supervisar musicalmente la grabación. Rick Marino coprodujo el álbum con la banda. 

"'Aire para respirar' tuvo identidad. Quisimos dejar plasmado en un disco toda esa impronta rockabilly que nos caracterizó incluso antes de grabar 'Rock de la playa'. Además nos fuimos directamente a la misma geografía, a instancias de llegar a conocer personalmente al mismísimo Jerry Lee Lewis y a grabar con el baterista original de Elvis, D.J. Fontana, con quien trabamos una amistad duradera (hasta tocó con nosotros en Argentina años después).
Mario Barassi

Las interminables giras y ese entrenamiento de tocar en vivo permitieron que la banda termine grabando el disco de una sola toma. Según expresaron los miembros del grupo, un sueño que tenían desde siempre era grabar en vivo de toma directa, cantando y tocando a la vez, como sus referentes Little Richard, Jerry Lee Lewis, Elvis Presley o The Beatles.

"Cuando grabábamos 'Después de medianoche' en directo a la cinta, yo sólo cantaba y D.J. Fontana tocaba la batería y lo veía y me sentí Elvis un segundo (risas). Uno de los tantos lujos de esta carrera. O esta vida".
José Luis Properzi

En "Aire para respirar", Super Ratones abandona definitivamente la impronta surfer y sus evidentes referencias a los Beach Boys. En cambio, eligen homenajear a los pioneros del rock and roll de los años 50, aunque el próximo disco marcaría un nuevo rumbo para el grupo.
El álbum fue presentado cuando la banda teloneó en 1996 a Johnny Rivers, en un teatro de la Avenida Corrientes.

## Lista de canciones
| N.º | Título                           | Autores y compositores         | Duración |
| --- | -------------------------------- | ------------------------------ | -------- |
| 1.  | Aire Para Respirar               | Blanco / Properzi              | 3.35     |
| 2.. | Vení Conmigo                     | Blanco / Properzi              | 2.30     |
| 3.  | Quiero Darte Vuelta              | Blanco / Properzi              | 2.41     |
| 4.  | Encerrado En Un Cajón            | M.A. Barassi                   | 3.29     |
| 5.  | Después De Medianoche            | Blanco / Properzi              | 4.11     |
| 6.  | Hablando Todo Se Arregla         | Blanco / Properzi              | 2.07     |
| 7.  | Noche Psicodélica                | Blanco / Properzi              | 3.43     |
| 8.  | Todo Tu Amor                     | Blanco / Properzi              | 3.43     |
| 9.  | Ahora Sé Qué Es Extrañar         | M.A. Barassi                   | 3.42     |
| 10. | El Fanfarrón                     | Blanco / Properzi              | 3.43     |
| 11. | Oobie-Doobie                     | Blanco / Properzi              | 2.00     |
| 12. | Estoy Quebrado                   | Blanco / Properzi              | 2.01     |
| 13. | No Te Quiero Ver                 | Blanco / Properzi              | 3.46     |
| 14. | Hippie Hippie Shake              | Romero                         | 1.46     |
| 15  | No Seas Cruel (Don't Be Cruel) * | Otis Blackwell / Elvis Presley | 2.03     |

*

## Músicos
- Fernando Blanco: bajo, voz; guitarra acústica en 13.
- Mario Barassi: guitarra, guitarra acústica y voz.
- José Luis Properzi: batería, percusión y voz.
- Oscar Granieri: guitarra líder, voz.

## Músicos invitados
- D.J. Fontana: batería en 5, 8, 9, 13 y 15; asesoría musical.
- Rick Marino: coros en 7 y 8; productor asociado.
- Kenny Levine: piano en 5, 6, 9 y 12; Hammond en 7.
- Dave Roberts: steel guitar en 5 y 9.